# Vítonice (Morávia do Sul)
Vítonice é uma comuna checa localizada na região de Morávia do Sul, distrito de Znojmo.